# Il fiore del mio segreto
Il fiore del mio segreto (La flor de mi secreto) è un film del 1995 scritto e diretto da Pedro Almodóvar.

## Trama
La scrittrice di romanzi rosa Leo Macías, che usa lo pseudonimo di Amanda Gris, è in piena crisi creativa come autrice: non vuole più scrivere romanzi d'amore, influenzata da un umore nero e pessimista, tanto che litiga col suo editore che minaccia vie legali per chiederle di rispettare il contratto. 
Anche la sua vita privata è a terra: il marito Paco, capitano dell'esercito spagnolo impegnato con la NATO nel contesto della guerra in Bosnia ed Erzegovina, è amante dell'amica della moglie Betty e preferisce litigare con la moglie piuttosto che rivelarle la verità, ma durante l'ennesima lite, Leo intuisce qualcosa, mentre Paco le dice che la loro storia è finita. Col cuore a pezzi, Leo, prima tenta il suicidio assumendo alcuni barbiturici, ma quando sente alla segreteria del telefono la voce della madre che la sta cercando, vomita le pillole ed esce di casa. 
Durante la manifestazione degli studenti universitari di Madrid, incontra tra la folla per caso Àngel, il caporedattore de El País che ha appena pubblicato un suo pezzo e che si è invaghito di lei. Lui la stringe a sé e la porta a casa sua, un bellissimo attico nel centro di Madrid. Leo in lacrime, sconvolta e ubriaca, durante la notte passata a casa di Àngel gli rivela il suo segreto più grande, ovvero di essere la scrittrice anonima Amanda Gris. Il giorno dopo Leo riceve una telefonata della madre che dice di sentirsi in prigione nella casa della figlia Rosa, e quindi decide di prendere la madre e riportarla al suo paese in Estremadura, per cercare di trovare un po' di pace nel cuore. 
Intanto l'editore di Leo riceve due nuovi romanzi, molto adatti al genere richiesto e chiama Leo per congratularsi con lei, la quale fa finta di averli scritti, anche se in realtà sono frutto di Àngel che, preoccupato perché Leo stava rischiando una brutta causa legale per inadempienza contrattuale, li ha scritti al suo posto. 
Tornata a Madrid, assiste ad uno spettacolo di flamenco con protagonisti la sua domestica Blanca e il figlio Antonio che, in seguito, ammette di averle sottratto un racconto che poi ha fruttato il denaro che gli ha permesso di realizzare lo spettacolo al quale ha assistito. Leo dopo aver chiarito la questione perdona il ragazzo per averle dato modo di aiutarlo per una buona causa, seppure in maniera così discutibile, quindi si reca dallo spasimante Àngel dimostrando di essere riuscita finalmente a voltare pagina.

## Curiosità
Quando Leo fa leggere alcuni suoi racconti ad Àngel per pubblicarli sul giornale, al giornalista piace in particolare il racconto del frigorifero, in cui una madre uccide il patrigno della figlia che ha tentato di farle violenza. Cosa che era successa alla madre in gioventù. Questa è anche la trama scabrosa descritta dall'editrice a Leocadia sul suo nuovo libro che vorrebbe pubblicare. Il racconto è la trama di Volver - Tornare, un altro film che Almodovar scriverà e dirigerà nel 2006 con interprete Penélope Cruz. 
Leo e Paco per dirsi in codice segreto "Ti amo" tra estranei, usano il termine "rocce", "ci sono tante rocce" per dire "Ti amo tanto", raccontando che si erano ispirati a una pubblicità di una linea di sanitari da bagno dell'azienda Rocas (molto famosa in Spagna).

## Accoglienza
Il film ha ricevuto generalmente un'accoglienza positiva da parte della critica specializzata. Su My movies, il critico Giancarlo Zappoli nota la sua importanza all'interno della filmografia del regista spagnolo come se "fosse necessario per mettere le fondamenta del cinema almodovariano futuro. Ancora più libero proprio perché cosciente dei propri mezzi espressivi", mentre Marco Bolsi su Sentieri Selvaggi apprezza che "imprevedibile ed estremamente stratificato nella componente umana, il film di Almodóvar procede seguendo un’armonia frammentata, fatta di intervalli intensi e movimenti concitati, che riproduce le innumerevoli sfaccettature della protagonista".

## Riconoscimenti
- 1996 – Premio Goya
  - Candidatura Miglior regista a Pedro Almodóvar
  - Candidatura Migliore attrice protagonista a Marisa Paredes
  - Candidatura Migliore attrice non protagonista a Chus Lampreave
  - Candidatura Migliore attrice non protagonista a Rossy de Palma
  - Candidatura Miglior scenografia a Wolfang Burmann
  - Candidatura Miglior trucco e acconciatura a Juan Pedro Hernándes e Antonio Panizza
  - Candidatura Miglior sonoro a Bernardo Menz e Graham V. Harststone